# Daisuke Harada
Daisuke Harada (原田 大輔, Harada Daisuke), né le 13 novembre 1986 à Suita, dans la préfecture d'Osaka, au Japon est un catcheur japonais, qui est principalement connu pour son travail à la Pro Wrestling Noah.

## Carrière

### Osaka Pro Wrestling (2006-2013)
Le 16 septembre 2010, il fait ses débuts à la New Japan Pro Wrestling, lors de NEVER.2, en perdant contre Hirooki Goto.

### Chikara (2010–2011)

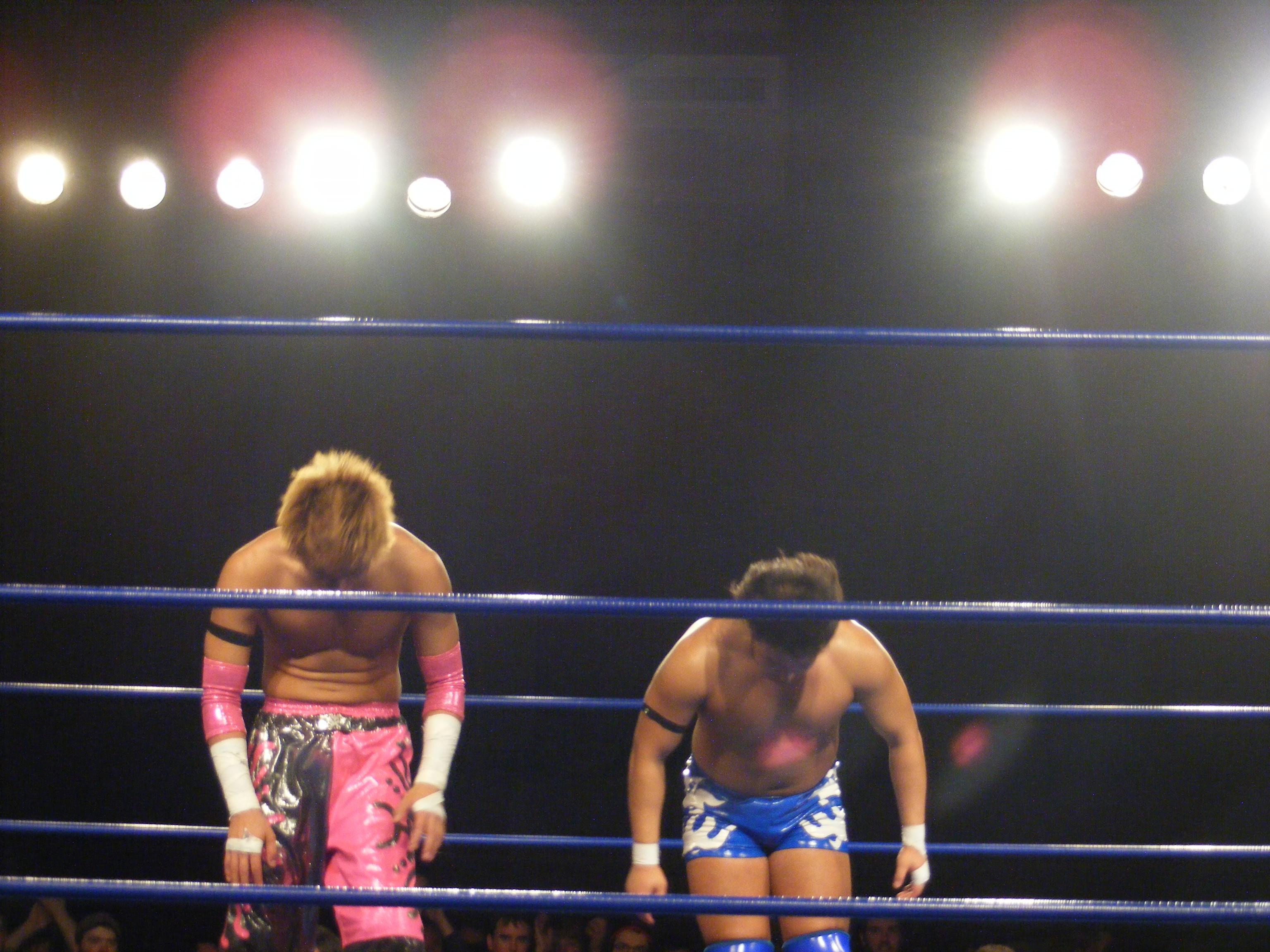
Harada et Kotoge remerciant la foule, après leur premier match lors du King of Trios 2010

Lors de Small But Mighty, ils perdent contre F.I.S.T. (Chuck Taylor et Johnny Gargano) dans un Best Two Out Of Three Falls Match à cause d'une intervention de Icarus et ne remportent pas les Chikara Campeonatos de Parejas.

### Pro Wrestling Noah (2013–...)
Le 12 janvier, il perd contre le leader de No Mercy, KENTA mais est quand méme accepté comme membre le plus récent du clan,.
Le 8 mars, il bat Taiji Ishimori et remporte le GHC Junior Heavyweight Championship. Le 19 avril, il conserve son titre contre Atsushi Kotoge. Le 31 mai, il conserve son titre contre Quiet Storm. Le 5 juillet, il conserve son titre contre Kenoh. Le 4 novembre, il conserve son titre contre Zack Sabre, Jr.,. Le 6 décembre, il perd le titre contre Atsushi Kotoge,.
Le 4 octobre, lui et Atsushi Kotoge battent Suzuki-gun (El Desperado et Taka Michinoku) et remportent les GHC Junior Heavyweight Tag Team Championship, devenant les premiers lutteurs de la Noah à récupérer l'un des quatre titres GHC des mains de Suzuki-gun,. Le 23 décembre, ils conservent leur titres contre Suzuki-gun (El Desperado et Taka Michinoku). Le 31 janvier 2016, ils conservent leur titres contre Suzuki-gun (Taichi et Taka Michinoku). Le 19 février, ils conservent leur titres contre Suzuki-gun (Taichi et Yoshinobu Kanemaru),. Le 19 mars, ils perdent les titres contre Choukibou-gun (Hajime Ohara et Kenoh).
Le 1er octobre, il bat Taiji Ishimori et remporte le GHC Junior Heavyweight Championship pour la deuxième fois.

#### RATEL'S (2018–2020)
Le 25 août, il conserve son titre contre Chris Ridgeway.
Lors de NOAH The Best 2019, lui et Tadasuke battent Stinger (Kotarō Suzuki et Yoshinari Ogawa) et remportent les GHC Junior Heavyweight Tag Team Championship. Le 16 novembre, il bat Atsushi Kotoge et remporte le IPW:UK Junior Heavyweight Championship pour la deuxième fois. Le 26 novembre, lui et Tadasuke perdent leur titres contre Stinger (Atsushi Kotoge et Kotarō Suzuki).

#### Reformation de Momo no Seishun Tag (2020-...)
Le 11 octobre, ils battent Stinger (HAYATA et Yoshinari Ogawa) et remportent les GHC Junior Heavyweight Tag Team Championship pour la quatrième fois, devenant l'équipe à avoir remporté le plus de fois ces titres. Le 8 novembre, il bat Kotarō Suzuki et remporte le GHC Junior Heavyweight Championship pour la quatrième fois, faisant de lui un double champion. Le 22 novembre, Momo no Seishun Tag perdent leur titres contre Stinger (HAYATA et Yoshinari Ogawa). Lors de The Gift 2020 In Nagoya, il conserve son titre contre Tadasuke. Le 10 janvier 2021, il conserve son titre contre Hajime Ohara. Lors de Destination 2021, il perd son titre contre Seiki Yoshioka,,,. Le 31 mai, lui et Hajime Ohara battent Stinger (HAYATA et Yoshinari Ogawa) pour remporter les GHC Junior Heavyweight Tag Team Championship,.

## Palmarès
- Dragon Gate
  - 1 fois Open the Triangle Gate Championship avec Atsushi Kotoge et Yo-Hey

- International Pro Wrestling: United Kingdom
  - 2 fois IPW:UK Junior Heavyweight Championship

- Osaka Pro Wrestling
  - 2 fois Osaka Pro Wrestling Championship
  - 3 fois Osaka Pro Wrestling Tag Team Championship avec Atsushi Kotoge
  - 1 fois UWA World Trios Championship avec Atsushi Kotoge et Takoyakida

- Pro Wrestling NOAH
  - 5 fois GHC Junior Heavyweight Championship
  - 6 fois GHC Junior Heavyweight Tag Team Championship avec Atsushi Kotoge (4), Tadasuke (1) et Hajime Ohara (1)
  - Global Junior Heavyweight League (2015)
  - NTV G+ Cup Junior Heavyweight Tag League (2015) avec Atsushi Kotoge
  - NTV G+ Cup Junior Heavyweight Tag League Outstanding Performance Award (2014) avec Quiet Storm
  - Super J-Cup Qualifying Tournament C (2016)

## Récompenses des magazines
- Pro Wrestling Illustrated

| Année | 2016 | 2017       | 2018 | 2019 | 2020       | 2021 | 2022 | 2023 | 2024 |
| ----- | ---- | ---------- | ---- | ---- | ---------- | ---- | ---- | ---- | ---- |
| Rang  | 247  | Non classé | 353  | 234  | Non classé | 359  | 293  | 87   | 100  |